# 约翰内斯·沃格特曼

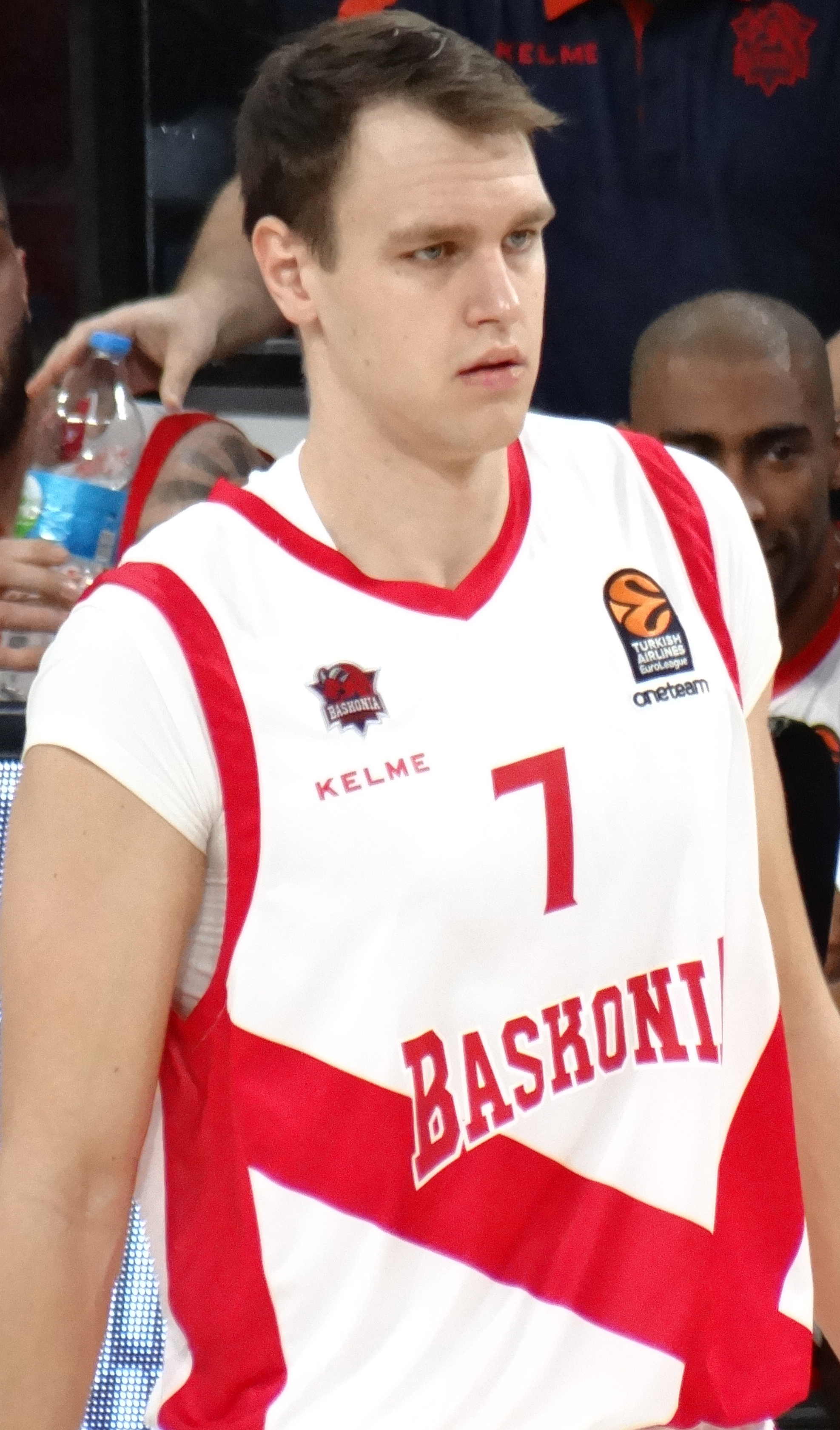

約翰内斯·沃格特曼（德語：Johannes Voigtmann，1992年9月30日—），德國籃球運動員，現在效力於德國籃球聯賽球隊法蘭克福機場。他也代表德國國家男子籃球隊參賽，隨隊出戰2020年夏季奧林匹克運動會。